# Hore-Mikaï
Pour les articles homonymes, voir Hore.
Hore-Mikaï est un village de la commune de Martap située dans la Région de l'Adamaoua et le département de la Vina au Cameroun.

## Localisation et population
Le village Hore-Mikaï se situe au centre de la commune de Martap. Le village de Lougga-Tappadi se trouve à son sud-est.
Lors du recensement de 2005, Hore-Mikaï comptait 147 personnes dont 73 de sexe masculin et 74 de sexe féminin. Cependant le Plan communal de développement (PCD) de la commune de Martap réalisé en 2015 a dénombré 199 habitants dont 96 de sexe masculin et 103 de sexe féminin.

## Climat
La commune de Martap se caractérise par un climat tropical. On note une légère variation de température tout au long de l'année : 22,0 °C en juillet et 24,5 °C en mars. Cependant, la variation des précipitations atteint les 272 mm entre 274 mm au mois d'août et seulement 2 mm en décembre et en janvier.

## Projets sociaux et économiques
Le Plan communal de développement de 2015 a mis en place plusieurs projets pour améliorer les conditions de vie des habitants. Ces projets visent le développement au niveau de l'infrastructure, l'agriculture, l'industrie animale, l'éducation, la santé publique et d'autres secteurs. Ces projets impliquaient tous les villages de la commune de Martap, et notamment Hore-Mikaï.

### Projets sociaux
Il y avait 4 projets prioritaires dont le coût estimatif total de 24 500 000 Francs CFA. On a décidé de réaliser un forage à motricité humaine, clôturer des zones agropastorales sur une superficie de 15 ha par les fils barbelés et plaidoyer pour la création d'une école publique. On a même pensé à la construction d'un terrain de football.

### Projets économiques
Sur le plan économique, on a planifié la dotation du village en moulin communautaire, ainsi que la réalisation d'un champ fourrager de 10 ha. Ces projets devraient coûter dans les 37 000 000 Francs CFA.